# كوني بيرين
كوني بيرين (بالفرنسية: Conny Perrin)‏ (مواليد 25 ديسمبر 1990 في نوشاتيل)، هي لاعبة كرة مضرب سويسرية وتحتل حالياً المرتبة 259 (21 مارس 2016) في تصنيف رابطة محترفات كرة المضرب. أعلى تصنيف لها في الفردي كان 257. أعلى تصنيف لها في الزوجي كان 143.
وأعلنت كوني بيرين عن زواجها من اللاعبة البريطانية تارا مور في سبتمبر 2016.

## روابط خارجية
- كوني بيرين على موقع رابطة محترفات التنس (الإنجليزية)
- كوني بيرين على موقع الاتحاد الدولي لكرة المضرب (الإنجليزية)
- كوني بيرين على موقع كأس بيلي جين كينغ (الإنجليزية)
- كوني بيرين على موقع بطولة ويمبلدون (الإنجليزية)
- كوني بيرين على موقع خلاصة التنس.كوم (الإنجليزية)
- كوني بيرين على موقع إي إس بي إن.كوم (الإنجليزية)